# لوك ديكر
لوك ديكر (بالفرنسية: Luc Decker)‏ (مواليد 3 مارس 1977) هو سبّاح لوكسمبورغي، مثّل بلاده في الألعاب الأولمبية الصيفية 2000.

## روابط خارجية
لوك ديكر على موقع الاتحاد الدولي للسباحة (الإنجليزية)
- لوك ديكر على موقع اللجنة الأولمبية الدولية (الإنجليزية)
- لوك ديكر على موقع أوليمبيديا (الإنجليزية)